# Depozyt bankowy
Depozyt bankowy – ogólne określenie przyjmowanych przez banki wkładów i lokat pieniężnych od klientów oraz usługa bankowa polegająca na przyjmowaniu na przechowanie w szczególności papierów wartościowych, biżuterii, kruszców szlachetnych, numizmatów lub dokumentów.

## Podstawowe rodzaje depozytów
- Depozyty na żądanie (a’vista) – depozyty, które można wycofać (wypłacić) z banku w dowolnym momencie. Taki charakter mają depozyty gromadzone na rachunkach rozliczeniowych bieżących i pomocniczych oraz na rachunkach oszczędnościowo-rozliczeniowych. Za depozyty a’vista banki oferują zazwyczaj niższą stopę procentową niż za depozyty terminowe.

- Depozyty terminowe (zwane też lokatami terminowymi) – depozyty, które można wycofać dopiero po upływie umownego terminu. Wypłata przed terminem umownym oznacza najczęściej utratę naliczonych odsetek. Oprocentowanie depozytów terminowych jest zazwyczaj wyższe niż depozytów a’vista.

## Oprocentowanie depozytów
Oprocentowanie depozytów jest zwyczajowo wyrażane procentowo w ujęciu rocznym. Wysokość odsetek można wyznaczyć z następującego wzoru (kapitalizacja odsetek w dacie zapadalności):
{\displaystyle I=K*{\frac {t}{365}}*{\frac {r}{100}}}
gdzie:
- {\displaystyle I} – wysokość odsetek,
- {\displaystyle K} – nominał depozytu (zdeponowana kwota),
- {\displaystyle t} – długość okresu utrzymania depozytu (w dniach),
- {\displaystyle r} – oprocentowanie depozytu podawane w skali roku (w procentach).

## Systemy gwarantowania depozytów
W celu zapewnienia bezpieczeństwa wkładów bankowych w wielu krajach objęte są one systemami gwarantowania depozytów. Oznacza to, że nawet w przypadku bankructwa banku, klienci mogą odzyskać całość lub część swoich wkładów (zazwyczaj do określonej kwoty). Tworzone są w tym celu specjalne fundusze, które w razie potrzeby wypłacającą poszkodowanym klientom rekompensaty.
Wkłady bankowe gwarantowane są w Polsce przez Bankowy Fundusz Gwarancyjny. Wkłady nieprzekraczające 100 tys. EUR gwarantowane są w 100%. Przepis ten obowiązuje od 2011 r. W przypadku konta wspólnego, ta kwota jest dwa razy większa i wynosi 200 tys. EUR. Historycznie, BFG wprowadził częściową gwarancję środków w 1994 r. Następnie, gwarantowana kwota została zwiększona do 100%  do 50 tys. EUR w obliczu kryzysu w 2008 i miała na celu nakłonić ludzi do zatrzymania swoich oszczędności w bankach.